# Вахитов, Фанир Камалетдинович
Фани́р Камалетди́нович Вахи́тов (род. 20 февраля 1960) — советский легкоатлет, специалист по бегу на средние дистанции. Выступал за сборную СССР по лёгкой атлетике в конце 1970-х — начале 1980-х годов, обладатель серебряной медали чемпионата Европы среди юниоров, победитель и призёр первенств всесоюзного значения. Представлял город Челябинск и спортивное общество «Трудовые резервы».

## Биография
Фанир Вахитов родился 20 февраля 1960 года.
Занимался лёгкой атлетикой в Челябинске, выступал за добровольное спортивное общество «Трудовые резервы».
Впервые заявил о себе на международном уровне в сезоне 1979 года, когда вошёл в состав советской сборной и выступил на юниорском европейском первенстве в Быдгоще, где вместе с соотечественниками стал серебряным призёром в программе эстафеты 4 × 400 метров, уступив только команде из Западной Германии.
В 1982 году с результатом 1.49,80 одержал победу в беге на 800 метров на зимнем чемпионате СССР в Москве.
В июне 1983 года на домашних соревнованиях в Челябинске установил свой личный рекорд в беге на 800 метров на открытом стадионе — 1.46,20. Позднее на чемпионате страны в рамках VIII летней Спартакиады народов СССР в Москве показал результат 1.46,34 и выиграл серебряную медаль в той же дисциплине, пропустив вперёд Виктора Калинкина из Пензы.